# Балка Коротяк
Балка Коротяк — балка (річка) в Україні в Устинівському й Компаніївському районах Кіровоградської області. Ліва притока річки Інгулу (басейн Південного Бугу).

## Опис
Довжина балки приблизно 10,10 км, найкоротша відстань між витоком і гирлом — 8,92 км, коефіцієнт звивистості річки — 1,13 . Формується декількома струмками та загатами. На деяких ділянках балка пересихає.

## Розташування
Бере початок у селі Брусівка. Тече переважно на північний захід через північно-східну околицю села Коротяк і впадає у річку Інгул, ліву притоку річки Південного Бугу.

## Цікаві факти
- Біля витоку балки на східній стороні на відстані приблизно 152 м пролягає автошлях Т 1216[3] (автомобільний шлях територіального значення в Кіровоградській області. Проходить територією Кропивницького району через Компаніївку — Устинівку. Загальна довжина — 43,5 км.).
- У XX столітті на балці існували колгоспний двір, молочно-тваринні ферми (МТФ), газгольдери та газові свердловини[2], а у XIX столітті — 1 вітряний млин[1].